# Sussac

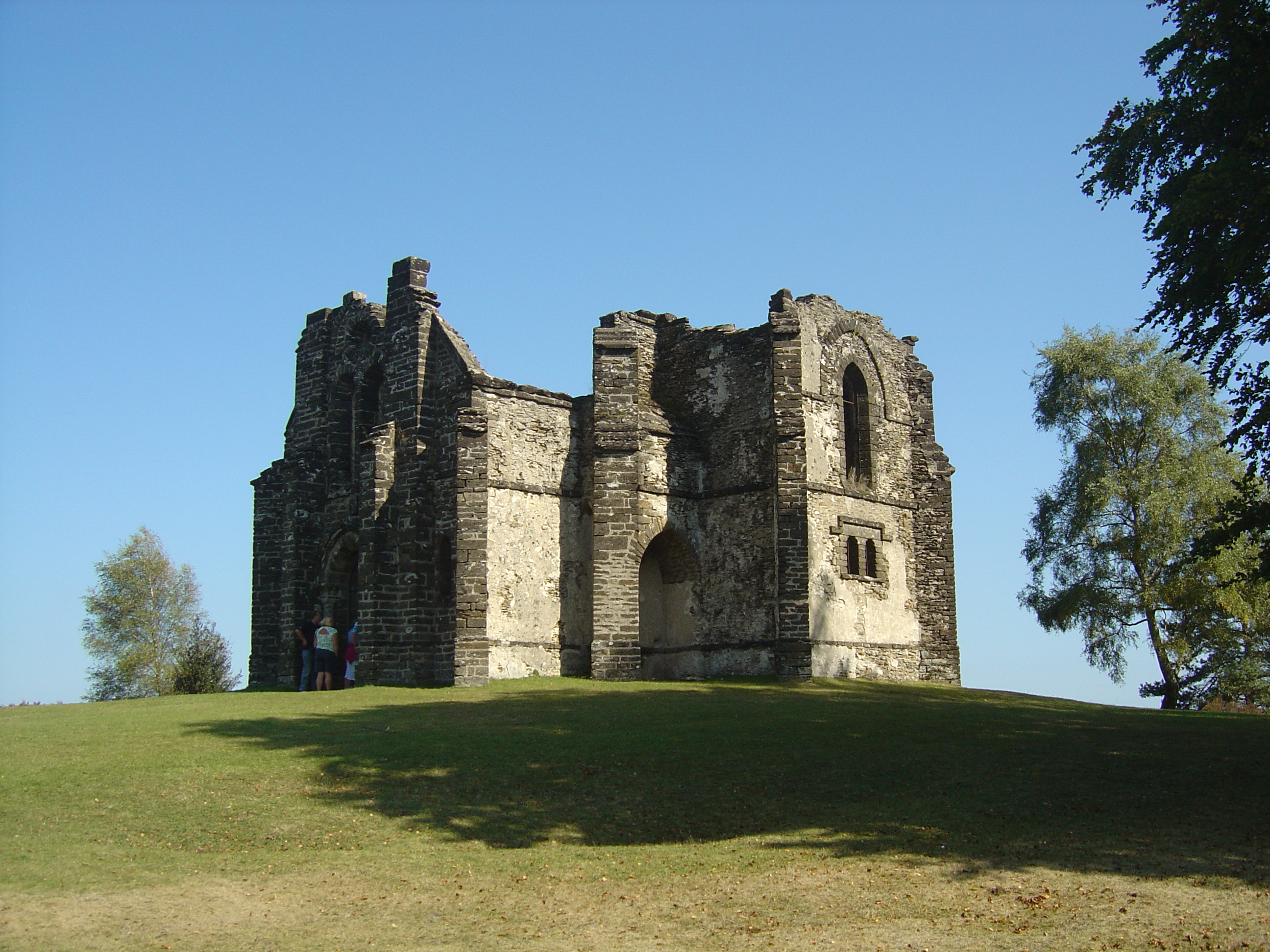
Kapel

Sussac is een gemeente in het Franse departement Haute-Vienne (regio Nouvelle-Aquitaine) en telt 368 inwoners (1999). De plaats maakt deel uit van het arrondissement Limoges.

## Geografie
De oppervlakte van Sussac bedraagt 25,1 km², de bevolkingsdichtheid is 14,7 inwoners per km².
De onderstaande kaart toont de ligging van Sussac met de belangrijkste infrastructuur en aangrenzende gemeenten.

## Demografie
Onderstaande figuur toont het verloop van het inwonertal (bron: INSEE-tellingen).